# 1601 Патрі
1601 Патрі (1601 Patry) — астероїд головного поясу, відкритий 18 травня 1942 року.
Тіссеранів параметр щодо Юпітера — 3,624.